# Cole Smith
Cole Smith, född 28 oktober 1995, är en amerikansk professionell ishockeyforward som spelar för Nashville Predators i National Hockey League (NHL). Han har tidigare spelat för Florida Everblades i ECHL och North Dakota Fighting Hawks i National Collegiate Athletic Association (NCAA).
Smith blev aldrig NHL-draftad.

## Statistik
| 2011–2012   | Brainerd Warriors           |             | 25  | 17 | 6  | 23 | 25  | 3  | 1 | 1  | 2  | 2  |
| 2012–2013   | Brainerd Warriors           |             | 24  | 21 | 18 | 39 | 53  | 3  | 1 | 2  | 3  | 0  |
| 2013–2014   | Brainerd Warriors           |             | 23  | 18 | 23 | 41 | 50  | 2  | 1 | 1  | 2  | 2  |
|             | Team Velocity               |             | 18  | 7  | 7  | 14 | 10  | —  | — | —  | —  | —  |
| 2014–2015   | Steinbach Pistons           | MJHL        | 38  | 12 | 11 | 23 | 25  | 12 | 6 | 2  | 8  | 2  |
| 2015–2016   | Steinbach Pistons           | MJHL        | 54  | 26 | 35 | 61 | 45  | 15 | 7 | 11 | 18 | 16 |
| 2016–2017   | North Dakota Fighting Hawks | NCAA        | 29  | 3  | 4  | 7  | 24  | —  | — | —  | —  | —  |
| 2017–2018   | North Dakota Fighting Hawks | NCAA        | 37  | 5  | 5  | 10 | 66  | —  | — | —  | —  | —  |
| 2018–2019   | North Dakota Fighting Hawks | NCAA        | 37  | 5  | 11 | 16 | 50  | —  | — | —  | —  | —  |
| 2019–2020   | North Dakota Fighting Hawks | NCAA        | 34  | 11 | 7  | 18 | 37  | —  | — | —  | —  | —  |
| 2020–2021   | Nashville Predators         | NHL         | 1   | 0  | 0  | 0  | 0   | —  | — | —  | —  | —  |
|             | Florida Everblades          | ECHL        | 5   | 1  | 2  | 3  | 0   | —  | — | —  | —  | —  |
| NHL totalt  | NHL totalt                  | NHL totalt  | 1   | 0  | 0  | 0  | 0   | —  | — | —  | —  | —  |
| NCAA totalt | NCAA totalt                 | NCAA totalt | 137 | 24 | 27 | 51 | 177 | —  | — | —  | —  | —  |